# Starship Troopers: Invasión
Starship Troopers: Invasión (スターシップ・トゥルーパーズ インベイジョン?) es una película de ciencia ficción de animación computarizada del año 2012 dirigida por Shinji Aramaki. Es la cuarta película en la saga, lanzada en los cines el 21 de julio en Japón y el 28 de agosto en todo el mundo en DVD y Blu-ray.

## Sinopsis
Un puesto de vigilancia de la Federación llamado Fuerte Casey es atacado por los bichos. El equipo en la nave de ataque rápido Alesia es asignado para rescatar la nave espacial John A. Warden, estacionada en el puesto evacuando a los sobrevivientes y brindando inteligencia militar de manera segura a la Tierra. Carl Jenkins, ahora ministro de Guerra Paranormal, toma la nave en una misión clandestina antes del reencuentro con la Alesia y se pierde en la nebulosa. Ahora, los soldados aguerridos están cargados con una misión de rescate que puede llevar a una consecuencia mucho más siniestra de lo que jamás podrían haber imaginado...

## Voces
- Luci Christian como la Capitana Carmen Ibañez (voz)
- Justin Doran como el General/Dr. Carl Jenkins (voz), Ministro de Guerra Paranormal
- David Matranga como el General Johnny Rico (voz)
- David Wald como Mayor Henry "Hero" Varro (voz), Comandante del Equipo K-12
- Andrew Love como el Teniente Otis "Bugspray" Hacks (voz), Comandante suplente del Equipo K-12
- Emily Neves como Trig (voz), Francotiradora del Equipo A-1
- Melissa Davis como Ice Blonde (voz), Cabo del Equipo A-1
- Leraldo Anzaldua como Ratzass (voz), Sargento del Equipo K-12
- Sam Roman como el Teniente Tony Daugherty (voz), del Equipo A-1
- Jovan Jackson como Mech (voz), Sargento y especialista en explosivos del Equipo A-1
- Kalob Martinez como Holyman (voz), Soldado del Equipo K-12

## Producción
Edward Neumeier, escritor de las tres películas anteriores de la serie, y Casper Van Dien, actor que interpreta al protagonista Johnny Rico en la primera y tercera película, se adjuntan como productores ejecutivos.
Los personajes de Johnny Rico, Carl Jenkins y Carmen Ibáñez hacen su regreso, a pesar de algunos rumores de prelanzamiento de lo contrario, no son la voz de sus respectivos actores de las anteriores entregas.